# Callonychium culiculum
Callonychium culiculum är en biart som först beskrevs av Joseph Vachal 1909.  Callonychium culiculum ingår i släktet Callonychium och familjen grävbin. Inga underarter finns listade.